# Sidi Ali Labrahla
Sidi Ali Labrahla (en àrab سيدي علي لبراحلة, Sīdī ʿAlī Labrāḥla; en amazic ⵙⵉⴷⵉ ⵄⵍⵉ ⵍⴱⵕⴰⵃⵍⴰ) és una comuna rural de la província de Rehamna, a la regió de Marràqueix-Safi, al Marroc. Segons el cens de 2014 tenia una població total de 6.618 persones.